# Aeroportul Postville
Aeroportul Postville (IATA: YSO) este un aeroport din Newfoundland și Labrador, Canada.
Situat la o altitudine de 68 m, aeroportul dispune de 1 pistă. Este operat de government of Newfoundland and Labrador⁠(d).

## Infrastructură

### Piste
Aeroportul dispune de o singură pistă. Pista 06/24 are suprafața de pietriș. 